# Liste der russischen Gesandten beim Deutschen Bund
Dies ist eine Liste der russischen Gesandten beim Bundestag des Deutschen Bunds in Frankfurt am Main (1815–1866).

## Missionschefs
1815: Aufnahme diplomatischer Beziehungen
- 1815–1835: Johann Protasius von Anstett (1766–1835)
- 1835–1847: Peter von Oubril (1774–1848)
- 1848–1850: Andreas Fjodorowitsch von Budberg-Bönninghausen (1817–1881)[2]
- 1850–1854: Alexander Michailowitsch Gortschakow (1798–1883)
- 1854–1857: Philipp von Brunnow (1797–1875)
- 1857–1860: Felix Petrowitsch von Fonton (1801–?)
- 1860–1866: Ernst von Ungern-Sternberg (1794–1879)

1866: Auflösung der Gesandtschaft